# Executable and Linking Format
Het Executable and Linking Format, afgekort: ELF, beschrijft het standaard binaire formaat van uitvoerbare programma's die onder veel besturingssystemen draaien, die vaak op Unix zijn gebaseerd, zoals Linux. Het bestandsformaat werd oorspronkelijk ontwikkeld door Unix System Laboratories en in 1993 door de Tool Interface Standard Comitee in het kader van de Tool Interface Standard als standaard voor uitvoerbare programma's geaccepteerd. Het formaat werd in 1995 voor het eerst toegepast in Linux, omdat het sneller is dan de voorheen gebruikte formaten a.out en COFF.
Bestanden met de extensie .exe zijn er een voorbeeld van. 

## Opbouw
Een ELF-bestand kan uit vijf delen bestaan:
- kopinformatie, de ELF header
- programmakoptabel, de program header table
- sectiekoptabel, de section header table
- secties, ELF sections
- segmenten, ELF segments

## Websites
- Free Software Directory. libelf
- TIS-Committee. Tool Interface Standard (TIS) Executable and Linking Format (ELF) Specification Version 1.2, mei 1995.